# Millenniumskreuz (Hum)

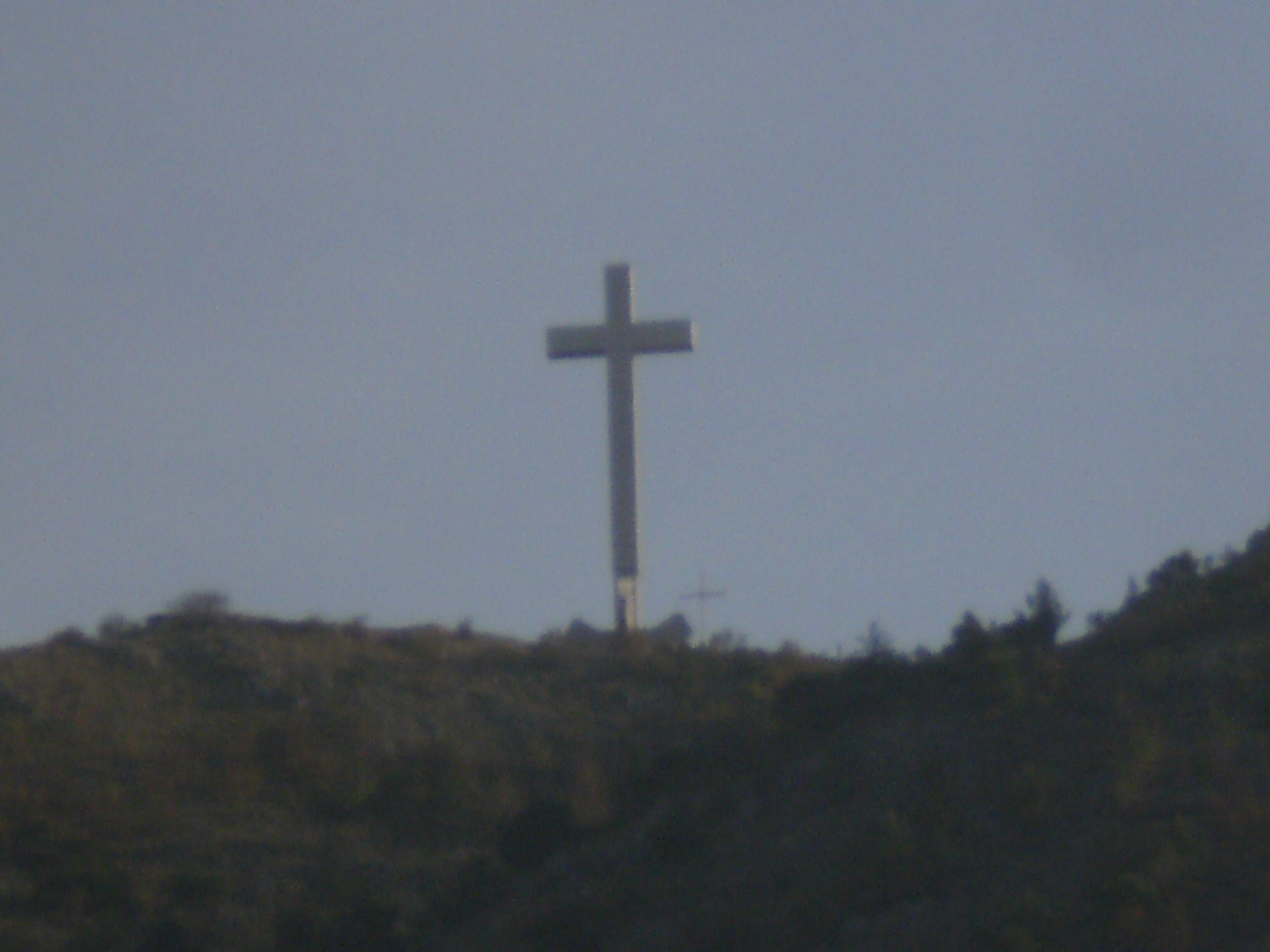
Kreuz auf dem Berg Hum

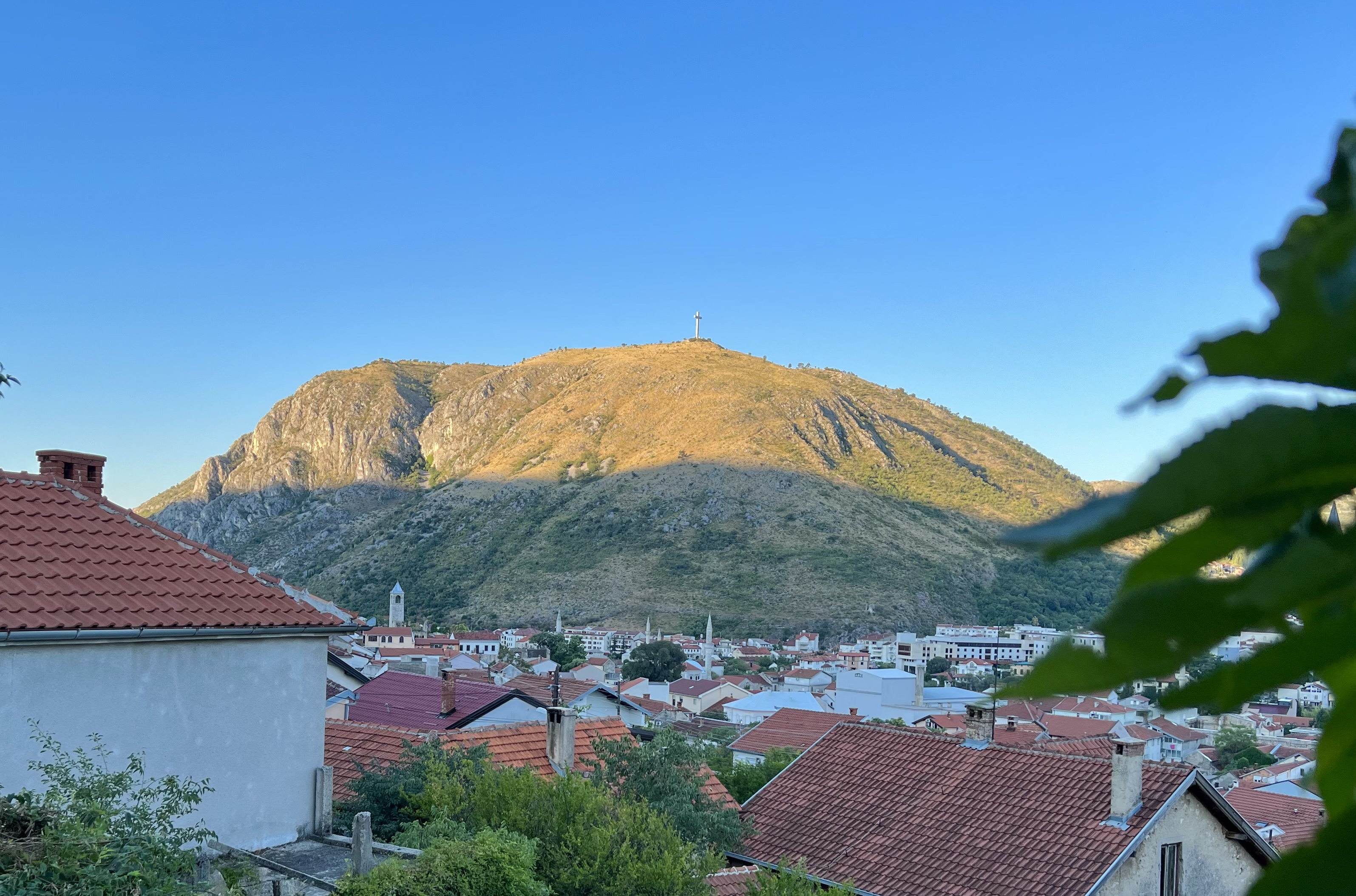
Blick auf das Kreuz aus der Innenstadt

Das Millenniumskreuz ist ein christliches Kreuz auf dem Gipfel des Berges Hum oberhalb der Stadt Mostar. Das Kreuz wurde zum 2000-jährigen Jubiläum des Christentums im Jahr 2000 von der römisch-katholischen Kirche aufgestellt. Das Kreuz ist 33 Meter hoch und ist damit das höchste Kreuz in Bosnien-Herzegowina. Das Kreuz ist aus dem  gesamten Stadtgebiet gut erkennbar.